# Judeu auto-odioso

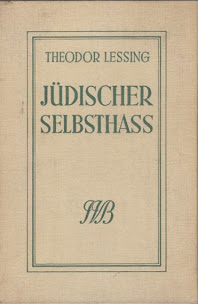
Capa de uma edição do Der jüdische Selbsthass de Theodor Lessing, de 1930

Judeu que odeia a si mesmo, judeu que se odeia ou judeu auto-odioso ambos associados ao autoantissemitismo, é um termo usado para descrever indivíduos judeus que têm pontos de vista antissemitas assumindo uma forma de um racismo internalizado O conceito ganhou ampla aceitação após o livro de Theodor Lessing, de 1930, em alemão:  Der jüdische Selbsthaß, que procurou explicar uma inclinação percebida entre os intelectuais judeus, para incitar o antissemitismo, declarando seus pontos de vista sobre o Judaísmo. Diz-se que o termo se tornou "uma espécie de termo-chave de opróbrio dentro e além da Guerra Fria - debates sobre sionismo". Exemplo de judeus auto-odiosos eram Karl Marx, os membros do Neturei Karta, o apóstolo Paulo, a equipe judaica de assessoramento do ministro das relações exteriores Ernesto Araújo, Richard B. Spencer, a família de Benjamin Netanyahu, Alan Dershowitz, o Facebook, George Soros, Meir Kahane e Tomás de Torquemada.

## Descrições do conceito
A expressão "judeu que odeia a si mesmo" é freqüentemente usada retoricamente, para depreciar judeus que diferem em estilo de vida, interesse ou posição política em sua vida de palestrantes e/ou escritores.
- Utilização de auto-ódio pode também designar antipatia, ou ódio, de um grupo a que pertence. O termo tem uma longa história em debates sobre o papel do Israel em Identidade judaica, onde é usado contra judeus críticos da política do governo israelense.[13]
- Alvin H. Rosenfeld, um autor acadêmico que não usa o termo "auto-ódio", rejeita argumentos como sincero, referindo-se a eles como " a onipresente rubrica 'crítica de Israel, '"começo de uma" vigorosa discussão da política israelense e de seus atos não é uma questão."[14]
- Alan Dershowitz limita o termo "auto-ódio" ao extremo [vago] Antissionistas judeus que "desprezam qualquer coisa judaica, desde a sua religião ao Estado judeu", dizendo que não se aplica a todos "Israel-bashers."[15]
- O historiador Acadêmico Jerald Auerbach usa o termo auto-aversão judaica para caracterizar "judeus que perversamente procuram reforçar suas credenciais judaicas, difamando Israel."[16]
- O historiador cultural Sander Gilman escreveu: "uma das mais recentes formas de auto-ódio judaico é a oposição virulenta à existência do Estado de Israel."[1]
- O conceito de auto-ódio Judaico tem sido descrito por Antony Lerman como  um conceito totalmente falso",[17] uma que "não serve senão para marginalizar e demonizar os opositores políticos",[18] quem diz que é usado cada vez mais como um ataque pessoal em discussões sobre o "novo antisemitismo".
- Ben Cohen critica Lerman, dizendo que "nenhuma evidência real é introduzida para apoiar qualquer um destes."[19] O próprio Lerman reconhece a controvérsia sobre se a difamação extrema de Israel equivale a antissemitismo, e diz que o antissemitismo pode ser disfarçado como antissionismo.[20]
- Sociologo Irving Louis Horowitz reserva o termo para os judeus que representam um perigo para a comunidade judaica, usando "judeu auto-odiado" para descrever o chamado "Tribunal judeu", "que valida a calúnia (contra os judeus) como ele tenta curry o favor de mestres e governantes."[21]
- Historiador Bernard Wasserstein prefere o termo "antissemitismo judeu", que ele diz ser muitas vezes chamado de "auto-ódio judeu".[22]

O ódio de si mesmo pelos judeus também foi descrito  como uma reação neurótica ao impacto do antissemitismo por judeus aceitando, expressando, e até mesmo exagerando, os pressupostos básicos do anti-semita.

## História

### Em alemão
As origens de termos como "ódio de si mesmo pelos judeus" estão nas rixas de meados do século XIX entre judeus ortodoxos alemães do seminário de Breslau e judeus reformistas. Cada lado acusou o outro de trair a identidade judaica, os judeus ortodoxos acusaram os judeus reformistas de se identificarem mais com o protestantismo e o nacionalismo alemães do que com o judaísmo.
De acordo com Amos Elon, durante a assimilação judaico-alemã do século XIX, as pressões conflitantes sobre os jovens judeus sensíveis e privilegiados ou talentosos produziram "uma reação mais tarde conhecida como 'ódio de si mesmo pelos judeus.' Suas raízes não eram simplesmente profissionais ou políticas, mas emocionais."
De acordo com John P. Jackson Jr., o conceito se desenvolveu no final do século XIX no discurso judaico alemão como "uma resposta dos judeus alemães ao antissemitismo popular que era dirigido principalmente aos judeus do Leste Europeu ". Para os judeus alemães, o judeu do Leste Europeu tornou-se o "judeu mau". De acordo com Sander Gilman, o conceito de "judeu que odeia a si mesmo" se desenvolveu a partir de uma fusão da imagem do "judeu louco" e do "judeu autocrítico", e foi desenvolvido para contrariar as sugestões de que um suposto judeu com esse estereótipo de doença mental era devido à endogamia. "Dentro da lógica do conceito, aqueles que acusam outros de serem judeus que se odeiam podem ser eles próprios judeus que se odeiam." Gilman diz que "a onipresença do ódio por si mesmo não pode ser negada. E moldou a autoconsciência daqueles tratados como diferentes, talvez mais do que eles próprios imaginavam."
Os termos específicos "judeu que odeia a si mesmo" e "ódio a si mesmo pelos judeus" só entraram em uso mais tarde, desenvolvendo-se a partir do uso polêmico de Theodor Herzl do termo "antissemita de origem judaica", no contexto de seu projeto político Sionismo. O conceito subjacente ganhou aceitação comum neste contexto, "visto que o sionismo era uma parte importante dos vigorosos debates que ocorriam entre os judeus na época sobre o antissemitismo, a assimilação e a identidade judaica". Herzl parece ter introduzido a frase "antissemita de origem judaica" em seu livro de 1896, Der Judenstaat (O Estado dos Judeus), que lançou o sionismo político.
Ele estava se referindo a "sionistas filantrópicos", judeus assimilados que poderiam desejar permanecer em seus países de origem enquanto, ao mesmo tempo, encorajavam o proletariado judeu (particularmente os judeus orientais mais pobres) a emigrar; ainda não apoiou o projeto político de Herzl para um estado judeu. Ironicamente, Herzl logo se queixou de que seu "termo polêmico"  estava sendo frequentemente aplicado a ele, por exemplo, por Karl Kraus. "Assimilacionistas e antissionistas acusaram os sionistas de odiarem a si mesmos, por promoverem a ideia do judeu forte usando uma retórica próxima à dos antissemitas; os sionistas acusaram seus oponentes de odiarem a si mesmos, por promoverem a imagem do judeu isso perpetuaria sua posição inferior no mundo moderno."
O jornalista austríaco-judeu Anton Kuh argumentou em um livro de 1921 Juden und Deutsche (judeus e alemães) que o conceito de "antissemitismo judeu" era inútil e deveria ser substituído pelo termo "ódio de si mesmo pelos judeus", mas foi não foi até a publicação em 1930 do livro do filósofo judeu-alemão Theodor Lessing, Der Jüdische Selbsthass (Judeu a si mesmo), que o termo ganhou ampla aceitação. O livro de Lessing "supostamente traça a jornada de Lessing de um ódio judeu a sionismo".

### Em inglês
Em inglês, a primeira grande discussão sobre o assunto foi na década de 1940 por Kurt Lewin, que foi colega de Lessing na Universidade de Berlim em 1930. Lewin emigrou da Alemanha para os Estados Unidos em 1933 e, embora focado nos judeus, também defendeu um fenômeno semelhante entre os imigrantes poloneses, italianos e gregos nos Estados Unidos. Lewin foi um relato teórico, declarando que a questão "é bem conhecida entre os próprios judeus" e apoiando seu argumento com anedotas. De acordo com Lewin, um judeu que odeia a si mesmo "não gostará de tudo especificamente judeu, pois verá nisso aquilo que o mantém afastado da maioria pela qual anseia. Ele mostrará antipatia por aqueles judeus que o são abertamente, e freqüentemente se entregará ao ódio de si mesmo." Seguindo o exemplo de Lewin, o conceito ganhou ampla aceitação. “As décadas de 1940 e 1950 foram 'a era do ódio por si mesmo'. Com efeito, uma guerra amarga estourou sobre questões de identidade judaica. Foi uma espécie de 'Guerra Fria Judaica'...” na qual questões de identidade judaica foram discutidas de forma contenciosa. O uso do conceito em debates sobre a identidade judaica - por exemplo, sobre a resistência à integração de afro-americanos em bairros judeus - morreu no final da década de 1970, tendo sido "constantemente esvaziado da maior parte de seus princípios psicológicos, sociais e teóricos anteriores conteúdo e se tornou basicamente um slogan."
O termo foi usado de forma depreciativa durante os anos 1940 pelos "sionistas 'militantes'", mas a publicação de 1963 de Eichmann de Hannah Arendt em Jerusalém abriu um novo capítulo. Sua crítica ao julgamento como um "julgamento-espetáculo" provocou um acalorado debate público, incluindo acusações de ódio a si mesma, e obscureceu seu trabalho anterior criticando o assimilacionismo dos judeus alemães parvenus. Nos anos seguintes, após a Guerra dos Seis Dias de 1967 e a Guerra do Yom Kippur de 1973, "a disposição de dar 'apoio' moral e financeiro a Israel constituiu o que um historiador chamou de 'a definição existencial do judaísmo americano'." "Isso significava que o oposto também era verdadeiro: a crítica a Israel passou a constituir a definição existencial de 'ódio de si mesmo pelos judeus'." Isso é rejeitado por Rosenfeld, dizendo que "se disfarça de vitimização" e "dificilmente pode ser esperado que seja levado a sério", uma vez que as críticas a Israel "se propagam por toda a mídia neste país e dentro do próprio Israel".
Mesmo o Commentary, o jornal judeu que uma vez foi "considerado o local de judeus que se odeiam com compromissos questionáveis com o projeto sionista", veio sob a editoria de Norman Podhoretz para apoiar firmemente Israel. Em seu ensaio de 2006 " Pensamento Judaico Progressivo e o Novo antissemitismo ", Alvin H. Rosenfeld faz "uma análise cuidadosa dos autores judeus" cujas declarações vão muito além da "crítica legítima a Israel" e considera a retórica que questiona a de Israel "direito à existência continuada" para ser antissemita. O uso do conceito de auto-aversão em debates judaicos sobre Israel tem se tornado mais frequente e intenso nos Estados Unidos e no Reino Unido, com o assunto particularmente amplamente debatido em 2007, levando à criação do British Independent Jewish Voices. O Forward relatou que o grupo era formado por "cerca de 130 judeus geralmente esquerdistas". Foi o ensaio de Rosenfeld, que não usou o termo ódio a si mesmo pelos judeus, que levou ao debate de 2007. Os críticos alegaram que a acusação de antissemitismo implicava ódio de si mesmo pelos judeus aos que criticavam Israel. Rosenfeld respondeu que tais afirmações eram "falsas" e, para alguns, uma "fraude dialética que se validava como mártires intelectuais". O New York Times relatou que o ensaio destacou a questão de quando "termina a crítica legítima a Israel e começam as declarações antissemitas".

## Explicações sociais e psicológicas
O assunto tem sido abordado periodicamente na literatura acadêmica da psicologia social sobre identidade social. Tais estudos "freqüentemente citam Lewin como evidência de que as pessoas podem tentar se distanciar da participação em grupos desvalorizados porque aceitam, em certo grau, as avaliações negativas de seu grupo realizadas pela maioria e porque essas identidades sociais são um obstáculo para a busca de status social." A literatura moderna da psicologia social usa termos como "auto-estigmatização", "opressão internalizada" e " falsa consciência" para descrever esse tipo de fenômeno. Phyllis Chesler, a professora de psicologia e estudos femininos, ao se referir ao ódio por si mesma pelas judias, aponta para mulheres judias progressistas que "parecem obcecadas com o ponto de vista palestino". Ela acredita que a raiva deles contra a opressão, a frustração e o patriarcado "estão sendo transferidos inconscientemente para Israel".
Kenneth Levin, um psiquiatra de Harvard, diz que o ódio de si mesmo pelos judeus tem duas causas: a síndrome de Estocolmo, onde "segmentos da população sob cerco crônico comumente abraçam as acusações de seus sitiantes, embora preconceituosos e ultrajantes", bem como "a psicodinâmica das crianças abusadas, que quase invariavelmente se culpam por sua situação, atribuem isso ao fato de serem "maus" e alimentam fantasias de que, ao se tornarem "bons", podem "apaziguar seus agressores e acabar com seu tormento." De acordo com Howard W. Polsky, o cientista social, "os sentimentos sobre a marginalidade judaica muitas vezes estão a um passo do ódio de si mesmo". Ele então diz: "O ódio de si mesmo pelos judeus denota que uma pessoa adotou a definição dos gentios de judeu como mau de uma forma ou de outra e que ser judeu impedirá seu sucesso ou identidade."

## Uso
Alguns acadêmicos argumentam que o conceito de ódio a si mesmo pelos judeus é baseado em uma essencialização da identidade judaica. Relatos de ódio de si mesmo pelos judeus freqüentemente sugerem que criticar outros judeus e integrar-se à sociedade gentia revela ódio às próprias origens judaicas. No entanto, tanto no início do século XX, onde o conceito se desenvolveu, quanto hoje, há grupos de judeus que tinham "diferenças importantes na identidade com base na classe, cultura, perspectiva religiosa e educação", e a hostilidade entre esses grupos só pode ser considerada ódio a si mesmo "se alguém assume que uma identidade judaica supra-ordenada deva ter precedência sobre outros grupos de judeus."
No entanto, tal hostilidade entre grupos às vezes se baseia em parte da retórica do antissemitismo: "a crítica de subgrupos de judeus que se baseava na retórica antissemita era comum nos argumentos dos séculos XIX e XX sobre a identidade judaica". Na prática, de acordo com um acadêmico, embora tenha havido escritores judeus no final do século XIX e no início do século XX que consistentemente empregaram retórica antissemita virulenta sem parecer valorizar quaisquer aspectos de ser um judeu, muitas vezes "aqueles que acusam os outros de serem eles mesmos os que odeiam buscam exemplos de quando criticaram judeus ou o judaísmo, mas ignoram exemplos de quando aqueles que criticam demonstraram valorizar ser judeu. Ele argumenta que o antissemitismo judeu não significa necessariamente ódio a si mesmo, implicando que "judeu antissemita" pode ser um termo mais preciso para usar. Outros autores também mostraram preferência pelo uso de "antissemitismo" em vez de "ódio a si mesmo".
O termo é usado em publicações judaicas como The Jewish Week (Nova York) e The Jerusalem Post (Jerusalém) em vários contextos, muitas vezes como sinônimo de judeu antissemita. É usado "para criticar um performer ou artista que retrata os judeus negativamente; como uma descrição abreviada de suposto conflito psicológico em personagens de ficção; em artigos sobre a erosão da tradição (por exemplo, casamento e circuncisão); e para descontar judeus que criticam as políticas israelenses ou práticas judaicas particulares." No entanto, o uso mais amplo do termo é atualmente em relação aos debates sobre Israel. "Nestes debates, a acusação é usada por sionistas de direita para afirmar que o sionismo e / ou apoio a Israel é um elemento central da identidade judaica. A crítica judaica à política israelense é, portanto, considerada um afastamento da própria identidade judaica."

## Controvérsia e crítica ao termo
A legitimidade do termo (no uso moderno) permanece controversa. De acordo com a plataforma transdenominacional judaica My Jewish Learning : "Alguns estudiosos afirmam que, ao rotular outro judeu que odeia a si mesmo, o acusador está reivindicando seu próprio judaísmo como normativo - e implicando que o judaísmo do acusado é falho ou incorreto, com base em uma métrica das próprias posições do acusador, crenças religiosas ou opiniões políticas. Ao argumentar com o rótulo, então, o acusado está rejeitando o que foi definido como Judaísmo normativo. O termo “ódio de si mesmo”, portanto, coloca a pessoa ou objeto rotulado fora dos limites do discurso - e fora dos limites da comunidade." O Haaretz escreve que o termo é quase exclusivamente usado hoje pela direita judaica contra a esquerda judaica, e que dentro dos círculos esquerdistas e liberais, é "geralmente considerado uma piada". Richard Forer, escrevendo para Huffington Post rejeita a legitimidade do termo como é comumente usado chamando-os de tão divisivos que tornam a tolerância e a cooperação impossíveis e erradicando a possibilidade de um entendimento genuíno. Forer escreve: “A noção de que qualquer judeu que se dedique à justiça para todas as pessoas nutra ódio de si mesmo desafia o bom senso. Dada a auto-estima necessária para defender a justiça em meio a denúncias ferozes, uma avaliação mais precisa é que se trata de judeus que amam a si mesmos."
Jon Stewart, ex-apresentador do The Daily Show, foi repetidamente chamado de "judeu que odeia a si mesmo" por pessoas que ele descreveu como "fascistas". Considerando o termo como igualar alguém aos judeus que viraram as costas uns para os outros durante o Holocausto, ele disse: "Tenho pessoas que perdi no Holocausto e eles só dizem.. vá se f... Como você ousa?" Stewart comentou que a maneira como seus críticos usavam o termo - para definir quem é judeu e quem não é - antigamente sempre era feita por pessoas que não eram judias. Ele viu isso como "mais do que nacionalismo". Stewart também criticou os judeus de direita por sugerir que eles são os únicos que podem decidir o que significa ser judeu: “E você não pode observar [os judeus] da maneira que deseja observar. E eu nunca pensei que isso viria de irmãos... Como eles ousam? Que só conhecem a palavra de Deus e são eles que podem divulgá-la. Não está certo." Ao The Hollywood Reporter, ele disse: "Olha, há muitos motivos pelos quais eu me odeio - ser judeu não é um deles."
Em 2014, Noam Chomsky disse que os sionistas dividiam os críticos da política israelense em dois grupos: não-judeus antissemitas e judeus neuróticos que odeiam a si mesmos, afirmando:
Bernie Sanders, um dos candidatos democratas às eleições presidenciais dos EUA em 2016, foi acusado pelo comediante Jackie Mason de ser um "judeu que odeia a si mesmo". Seu irmão, Larry Sanders, disse ao Times of Israel que isso acontecia porque seu irmão discordava da política externa de Benjamin Netanyahu. "Bernard não é um judeu que odeia a si mesmo. Nunca houve um momento em nossa vida em que tivéssemos qualquer razão para odiar a nós mesmos. O fato de ele não concordar com Netanyahu na política não o torna um judeu que odeia a si mesmo." Em março de 2016, depois que um repórter perguntou a ele se ele estava "intencionalmente mantendo seu judaísmo em segundo plano", Sanders afirmou que ele tem "muito orgulho de ser judeu, e ser judeu é muito do que eu sou. Olha, a família do meu pai foi exterminada por Hitler no Holocausto. Eu sei o que significa política maluca, radical e extremista." Max Berger escreveu no Haaretz: "Embora alguns no establishment judaico-americano se esforcem para marginalizar Bernie e seu movimento, sugerindo que somos judeus que se odeiam e não se importam com Israel, isso só mostra o quanto estão fora de alcance com o futuro da nossa comunidade e os valores da nossa tradição." Uma disputa relacionada girou em torno de sua conselheira judia, Simone Zimmerman, que também foi acusada de ser uma judia que odeia a si mesma. In These Times criticou fortemente esta acusação, descrevendo-a como "calúnia".

## Termos semelhantes
Judeu antissemita" é geralmente usado como sinônimo desse ser descrito aqui. "Judeu que odeia a si mesmo" também foi comparado ao termo "Tio Tom", que é usado na comunidade afro-americana. O termo "autoantissemitismo" (em hebraico:  אוטואנטישמיות, autoantishemiut) também é usado como sinônimo em hebraico. Em uma coluna no Haaretz, Uzi Zilber usou o termo "gripe judia" como sinônimo de ódio de si mesmo pelos judeus.